# Joseph A. Thas

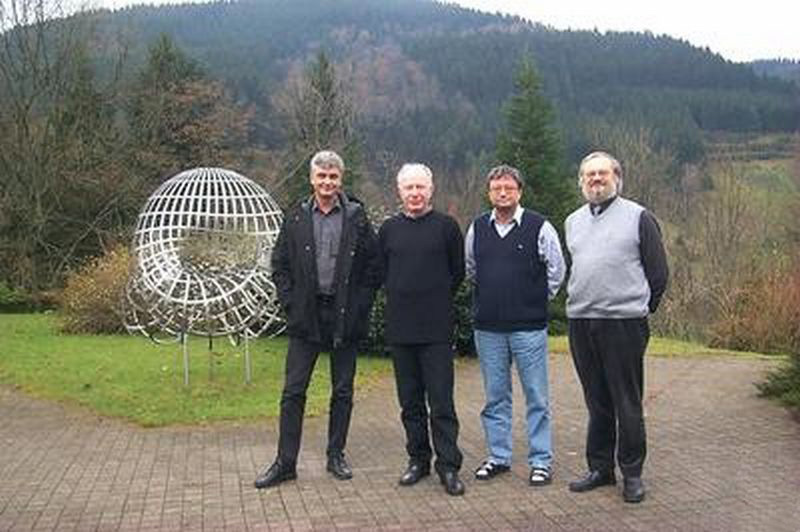
Joseph A. Thas (1. von rechts) in Oberwolfach 2001

Joseph Adolphe François Thas (* 13. Oktober 1944 in Dilbeek, Belgien), ist ein belgischer Mathematiker, der sich mit Kombinatorik und deren Anwendungen in der Geometrie (Endliche Geometrien) beschäftigt.
Thas wurde 1969 an der Universität Gent bei Julien Bilo promoviert (Een studie betreffende de projectieve rechte over de totale matrix algebra {\displaystyle M_{3}(K)} der 3x3-matrices met elementen in een algebraisch afgesloten veld K). Er ist Professor an der Universität Gent.
1994 erhielt er die Euler-Medaille. 1998 war er Invited Speaker auf dem Internationalen Mathematikerkongress in Berlin (Finite geometries, varieties and codes). 1969 erhielt er den Preis der Königlich Belgischen Akademie der Wissenschaften, 1970 den Louis Empain Preis und im selben Jahr den Francois Deruyts Preis der Königlich Belgischen Akademie der Wissenschaften. Er ist Fellow der American Mathematical Society.
1988 wurde er Mitglied der Königlich Flämischen Akademie der Wissenschaften und Künste in Belgien, deren Vizedirektor er 1998 und deren Direktor er 1999 war.

## Schriften
- mit K. Thas, H. Van Maldeghem Translation generalized quadrangles, World Scientific 2006
- mit Stanley E. Payne Finite generalized quadrangles, Pitman 1984, 2. Auflage, European Mathematical Society 2009
- mit J. W. P. Hirschfeld General Galois Geometries, Oxford University Press 1991
- Projective geometry over a finite field und Generalized Polygons in F. Buekenhout Handbook of incidence geometry, North Holland 1995
- mit J. Bilo Enkele aspecten van de theorie der axiomatische projectieve vlakken, Simon Stevin, Supplement, Band 55, 1981